# Swerewo (Kaliningrad, Osjorsk)
Swerewo (russisch Зверево, deutsch Gotthardsthal) ist ein kleiner Ort in der russischen Oblast Kaliningrad. Er gehört zur kommunalen Selbstverwaltungseinheit Munizipalkreis Osjorsk im Rajon Osjorsk.

## Geographische Lage
Swerewo liegt drei Kilometer südöstlich der Rajonstadt Osjorsk und einen Kilometer nordwestlich von Tschistopolje (Jodszinn/Sausreppen). Ein Bahnanschluss besteht nicht.

## Geschichte
Das Gutsdorf Gotthardsthal zählte im Jahre 1818 lediglich 19 Einwohner, deren Zahl bis 1863 auf 11 sank und 1907 noch 14 betrug. Seit 1874 gehörte der Gutsbezirk Gotthardsthal zum neu gebildeten Amtsbezirk Szabienen (heute polnisch: Żabin) im Kreis Darkehmen. Am 17. Oktober 1928 wurde er an die Landgemeinde Jodszinn (heute russisch: Tschistopolje) angeschlossen.
Infolge des Zweiten Weltkrieges kam Gotthardsthal wie das gesamte nördliche Ostpreußen unter sowjetische Verwaltung. Im Jahr 1947 erhielt der Ort den russischen Namen „Swerewo“ und wurde gleichzeitig dem Dorfsowjet Tschistopolski selski Sowet im Rajon Osjorsk zugeordnet. 1954 gelangte der Ort in den Bagrationowski selski Sowet und vermutlich 1963 dann in den Lwowski selski Sowet. Von 2008 bis 2014 gehörte Swerewo zur Landgemeinde Krasnojarskoje selskoje posselenije, von 2015 bis 2020 zum Stadtkreis Osjorsk und seither zum Munizipalkreis Osjorsk. 

## Kirche
Bis 1945 gehörte die überwiegend evangelische Bevölkerung von Gotthardsthal zum Kirchspiel Szabienen mit Pfarrsitz in Klein Szabienen (1936–1938 Klein Schabienen, 1938–1946 Kleinlautersee, seit 1946 polnisch: Żabien). Die Pfarrei war in den Kirchenkreis Darkehmen (1938–1946 Angerapp, seit 1946: Osjorsk) in der Kirchenprovinz Ostpreußen der Kirche der Altpreußischen Union eingegliedert. Letzter deutscher Geistlicher war Pfarrer Heinz Tetzlaff.
Während der Zeit der Sowjetunion kam alles kirchliche Leben aufgrund staatlichen Verbotes zum Erliegen. Erst in den 1990er Jahren entstanden in der dann russischen Oblast Kaliningrad zahlreiche neue  evangelische Gemeinden. Swerewo liegt in der Region der Salzburger Kirche in Gussew (Gumbinnen), die der Propstei Kaliningrad in der Evangelisch-Lutherischen Kirche Europäisches Russland (ELKER) zugehörig ist.